# Xã Greenland, Quận McCook, South Dakota
Xã Greenland (tiếng Anh: Greenland Township) là một xã thuộc quận McCook, tiểu bang Nam Dakota, Hoa Kỳ. Năm 2010, dân số của xã này là 251 người.